# Nygård (Szwecja)
Nygård – miejscowość (tätort) w Szwecji, w regionie administracyjnym (län) Västra Götaland, w gminie Lilla Edet.
Według danych Szwedzkiego Urzędu Statystycznego liczba ludności wyniosła: 490 (31 grudnia 2015), 479 (31 grudnia 2018) i 488 (31 grudnia 2019).